# Pausinystalia macroceras
Pausinystalia macroceras là một loài thực vật có hoa trong họ Thiến thảo. Loài này được (K.Schum.) Pierre ex Beille mô tả khoa học đầu tiên năm 1906.